# Чела (Удине)
Чела (итал. Cella) је насеље у Италији у округу Удине, региону Фурланија-Јулијска крајина.
Према процени из 2011. у насељу је живело 118 становника. Насеље се налази на надморској висини од 498 м.